# جک آلن (بازیکن فوتبال، زاده ۱۸۹۱)
جک آلن (انگلیسی: Jack Allen; ۱۶ اکتبر ۱۸۹۱ – ۲۳ اکتبر ۱۹۷۱) بازیکن فوتبال اهل بریتانیا بود.
از باشگاه‌هایی که در آن بازی کرده‌است می‌توان به باشگاه فوتبال گلوسوپ نورث اند، باشگاه فوتبال ساوتپورت، باشگاه فوتبال منچستر سیتی، و باشگاه فوتبال کرو آلکساندرا اشاره کرد.